# 铁血联盟3
《铁血联盟3》是一款由Haemimont Games开发、THQ Nordic发行的战略角色扮演游戏。游戏于2023年7月14日发布于Windows平台，2023年11月16日发布于PlayStation 4、PlayStation 5、Xbox One和Xbox Series X/S平台。这是自《铁血联盟2》1999年问世以来铁血联盟系列的最新一部主线作品。

## 游戏玩法
《铁血联盟3》是一款以等距视角进行游戏的回合制战术游戏，玩家在游戏中向雇佣兵小队发出命令。玩家小队的每个成员都有自己独特的背景故事和性格。游戏包含40名雇佣兵，其中包括Barry、MD和Fox等回归角色。武器可以定制，雇佣兵可以瞄准敌人身体的单独部位。敌人的资源也可被掠夺。玩家可以访问动态战役地图，此地图将提供有关每场回合制战斗的更多背景信息，以及敌军在试图夺回这些地盘时如何反应。玩家将在进步过程中获得情报，从而解锁额外的支线任务和机会。随着雇佣兵的升级，他们还将解锁新的技能和能力。游戏支持多人合作模式。

## 故事背景
虚构的大犬座国在其总统被称为“军团”的流氓准军事部队绑架后陷入混乱。总统的女儿利用仅剩的资源，在阿多尼斯公司 (Adonis Corporation) 的帮助下雇佣了一群精英雇佣兵，他们将努力救出总统并为这个国家恢复秩序。

## 开发
《铁血联盟3》的相关信息首见于2004年。Strategy First和Game Factory Interactive最初与俄罗斯工作室MiST Land South合作制作该游戏的续集。然而，一年后，Strategy First从MiST Land South收回了该游戏，并开始内部开发。2006年12月，Strategy First再次外包《铁血联盟3》的开发工作。发行商与俄罗斯开发商Akella和F3games一起制作了这款游戏，并设定了2008年底的计划发行日期。截至2008年10月，该游戏再次被推迟，Akella的网站显示的发行日期为2010年第一季度，但工作室也在2009年停止了游戏的开发。
2010年3月9日，德国公司bitComposer Games（现为bitComposer Entertainment AG）获得了这个PC策略游戏系列的版权，开始“初步开发”第三代的完整游戏，并将于2011年发布。2015年8月，Nordic Games从bitComposer手中收购了铁血联盟系列的版权。2021年9月17日，THQ Nordic在10周年数字展会上宣布将推出《铁血联盟3》PC版，由海岛大亨系列开发商Haemimont Games开发。Haemimont Games最初向THQ Nordic推销了一个衍生项目，但发行商对工作室的作品印象深刻，转而招募他们制作铁血联盟系列的主线续作。THQ Nordic认识到之前复兴该系列的尝试收到的评价褒贬不一，而开发《铁血联盟3》的初衷就是为了迎合该系列的“铁杆”粉丝。与XCOM系列等其他策略游戏不同，《铁血联盟3》不会告知玩家击中对手的机会或他们对攻击的反应。开发团队认为，此作应当为了应对不可预测和混乱的战斗情况，过多的信息可能会导致玩家过于谨慎和疲于算计。游戏于2023年7月14日发布于Windows平台，并于2023年11月16日发布于PlayStation 4、PlayStation 5、Xbox One和Xbox Series X/S平台。游戏的模改工具于2024年2月发布。

## 评价
| 汇总媒体             | 得分   |
| -------------------- | ------ |
| Metacritic           | 81/100 |
| OpenCritic（推荐率） | 94%    |

| 媒体           | 得分   |
| -------------- | ------ |
| IGN            | 9/10   |
| PC Gamer美国   | 81/100 |
| Shacknews      | 9/10   |
| VideoGamer.com | 8/10   |

据评论汇总网站Metacritic称，《铁血联盟3》获得了“普遍好评”。

## 引文
1. ↑  Blake, Vikki. . Eurogamer. 2021-09-18  [2022-09-11]. （原始内容存档于2023-04-03）.
2. 1 2  Smith, Graham. . Rock, Paper, Shotgun. 2022-08-13  [2022-09-11]. （原始内容存档于2023-04-03）.
3. ↑  Macgregor, Jody. . PC Gamer. 2021-09-18  [2022-09-11]. （原始内容存档于2024-03-05）.
4. 1 2  Savage, Phil. . PC Gamer. 2022-08-12  [2022-09-11]. （原始内容存档于2023-04-03）.
5. ↑  S. Good, Owen. . Polygon. 2021-09-17  [2022-09-11]. （原始内容存档于2023-04-03）.
6. ↑  Romano, Sal. . Gematsu. 2022-08-12  [2022-09-11]. （原始内容存档于2023-04-04）.
7. 1 2  Nunneley, Stephanny. . VG247. 2021-09-18  [2022-09-11]. （原始内容存档于2023-04-04）.
8. ↑  Sinclair, Brendan. . GameSpot. 2010-03-09  [2010-04-01]. （原始内容存档于2024-12-01）.
9. ↑  Smith, Graham. . Rock, Paper, Shotgun. 2021-09-17  [2022-09-11]. （原始内容存档于2023-04-25）.
10. ↑  Wales, Matt. . Eurogamer. 2023-05-17  [2023-05-26]. （原始内容存档于2024-06-13）.
11. ↑  . Gematsu. 2023-09-13  [2023-10-19]. （原始内容存档于2024-02-06） （美国英语）.
12. ↑  Lane, Rick. . PC Gamer. 未来出版社. 2024-02-08  [2024-02-08]. （原始内容存档于2024-08-08）.
13. 1 2  . Metacritic.   [2023-07-14]. （原始内容存档于2024-12-08） （英语）. generally favorable reviews
14. ↑  . OpenCritic. 2023-07-18  [2023-12-29]. （原始内容存档于2024-08-01） （英语）.
15. ↑  Hafer, Leana. . IGN. 2023-07-14  [2023-07-14]. （原始内容存档于2023-07-13） （英语）.
16. ↑  Taranson, Dominic. . PC Gamer. 2023-07-13  [2023-07-13]. （原始内容存档于2023-07-13） （英语）.
17. ↑  Denzer, TJ. . Shacknews. 2023-07-13  [2023-07-13]. （原始内容存档于2023-07-13） （英语）.
18. ↑  Cattanach, Finlay. . VideoGamer.com. Metacritic  [Metacritic]. （原始内容存档于2023-07-13） （美国英语）.